# Campionat de Nova Zelanda de ciclisme en ruta
El Campionat de Nova Zelanda de ciclisme en ruta s'organitza anualment per determinar el campió ciclista de Nova Zelanda en la modalitat.
El títol s'atorga al vencedor d'una única carrera. El vencedor obté el dret a portar un mallot que no estan inspirats ens els colors de la bandera neozelandesa, sinó que és blanc i negre i té una fulla dibuixada al mig.

## Palmarès masculí
Abans de 1950
| - 1934 F. Grose - 1935 R. Triner - 1936 E. Huges - 1937 John Brown - 1938 Charles Hanson - 1945 Nick Carter - 1946 Nick Carter - 1947 Nick Carter - 1948 A. Mobberley - 1949 Nick Carter - 1950 Erroll Lambert - 1951 A. Sweeney - 1952 L. Payne - 1953 N. Geraghty - 1954 L. Payne - 1955 T. Lankow - 1956 L. Parris - 1957 Richard Johnstone | - 1958 L. Payne - 1959 A. Ganderton - 1960 R. Peoples - 1961 Richie Thomson - 1962 Laurie Byers - 1963 Tony Ineson - 1964 G. Grey - 1965 Tino Tabak - 1966 G. Hill - 1967 John Dean - 1968 Merv Davis - 1969 Bruce Biddle - 1970 Neil Lyster - 1971 Vern Hanaray - 1972 L. Cooper - 1973 Vern Hanaray - 1974 J. Ryder - 1975 P. Neale | - 1976 Blair Stockwell - 1977 Vern Hanaray - 1978 Jack Swart - 1979 Jack Swart - 1980 Roger Sumich - 1981 Jack Swart - 1982 Stephen Cox - 1983 Eric O'Brien - 1984 Jack Swart - 1985 Craig Griffin - 1986 Bruce Storrie - 1987 Graeme Miller - 1988 Brian Fowler - 1989 Brian Fowler - 1990 Craig Connell - 1991 Chris Nicholson - 1992 Dean Peterkin - 1993 Darren Rush |

A partir de 1994
| Any  | Primer           | Segon             | Tercer           |
| 1994 | Ewan McMaster    | Brian Fowler      | Ric Reid         |
| 1995 | Norman Shattock  | Glenn McLeay      | Mark Rendell     |
| 1996 | Ric Reid         | Gordon McCauley   | Mark Rendell     |
| 1997 | Gordon McCauley  | Brian Fowler      | Stuart Lowe      |
| 1998 | Glen Mitchell    | David Lee         | John Hume        |
| 1999 | Glen Mitchell    | Graeme Miller     | Francis De Jager |
| 2000 | Glen Thompson    | Gregory Henderson | Timothy Carswell |
| 2001 | Gordon McCauley  | Stuart Lowe       | Brendan Vesty    |
| 2002 | Gordon McCauley  | Hayden Godfrey    | Jeremy Yates     |
| 2003 | Heath Blackgrove | Glen Mitchell     | Robin Reid       |
| 2004 | Heath Blackgrove | Justin Kerr       | Hayden Roulston  |
| 2005 | Gordon McCauley  | Glen Mitchell     | Hayden Godfrey   |
| 2006 | Hayden Roulston  | Hayden Godfrey    | Robin Reid       |
| 2007 | Julian Dean      | Heath Blackgrove  | Gordon McCauley  |
| 2008 | Julian Dean      | Heath Blackgrove  | Scott Lyttle     |
| 2009 | Gordon McCauley  | Joseph Cooper     | Jason Allen      |
| 2010 | Jack Bauer       | Hayden Roulston   | Julian Dean      |
| 2011 | Hayden Roulston  | Gregory Henderson | Jeremy Yates     |
| 2012 | Michael Vink     | James Williamson  | Patrick Bevin    |
| 2013 | Hayden Roulston  | George Bennett    | James Oram       |
| 2014 | Hayden Roulston  | Jack Bauer        | Tom Davison      |
| 2015 | Joseph Cooper    | Tom Davison       | Jason Christie   |
| 2016 | Jason Christie   | Dion Smith        | Hamish Schreurs  |
| 2017 | Joseph Cooper    | Jason Christie    | Dion Smith       |
| 2018 | Jason Christie   | Hayden McCormick  | Michael Torckler |
| 2019 | James Fouché     | Kees Duyvesteyn   | Thomas Scully    |
| 2020 | Shane Archbold   | George Bennett    | Dylan Kennett    |
| 2021 | George Bennett   | Michael Torckler  | Ryan Christensen |
| 2022 | James Fouché     | Thomas Sexton     | Laurence Pithie  |
| 2023 | James Oram       | Ryan Christensen  | Logan Currie     |
| 2024 | Aaron Gate       | Corbin Strong     | Laurence Pithie  |
| 2024 | Aaron Gate       | Corbin Strong     | Laurence Pithie  |
| 2025 | Paul Wright      | Ben Oliver        | George Bennett   |

### Palmarès sub-23
| Any  | Primer            | Segon            | Tercer           |
| 1997 | Karl Murray       | Adrian Horn      |                  |
| 1998 | Karl Moore        |                  |                  |
| 1999 | G. Westoby        |                  |                  |
| 2000 | Jeremy Robinson   |                  |                  |
| 2001 | Karl Moore        |                  |                  |
| 2002 | Jeremy Yates      | Jason Allen      |                  |
| 2003 | Jeremy Yates      | Peter Latham     | Timothy Gudsell  |
| 2004 | Peter Latham      | Timothy Gudsell  | Ben Robson       |
| 2005 | Logan Hutchings   | Ashley Whitehead | Adam Coker       |
| 2006 | Joseph Cooper     | Matthew Haydock  | Clinton Avery    |
| 2007 | Matthew Haydock   | Oliver Pearce    | Edwin Crossling  |
| 2008 | Clinton Avery     | Westley Gough    | Matthew Haydock  |
| 2009 | James Williamson  | Michael Torckler | Roman Van Uden   |
| 2010 | Tom Findlay       | James Williamson | Matt Marshall    |
| 2011 | Michael Vink      | James Williamson | James McCoy      |
| 2012 | Michael Vink      | Patrick Bevin    | Joshua Atkins    |
| 2013 | James Oram        | Michael Vink     | Alex Frame       |
| 2014 | Hayden McCormick  | Dion Smith       | James Oram       |
| 2015 | Hamish Schreurs   | Dion Smith       | Hayden McCormick |
| 2016 | Hamish Schreurs   | Hayden McCormick | Liam Aitcheson   |
| 2017 | Regan Gough       | James Fouche     | Jake Marryatt    |
| 2018 | James Fouche      | Ryan Christensen | Sam Dobbs        |
| 2019 | James Fouche      | Kees Duyvesteyn  | Joel Yates       |
| 2020 | Finn Fisher-Black | Connor Brown     | Andrew Bidwell   |
| 2021 | Jack Drage        | Keegan Hornblow  | Reuben Thompson  |
| 2022 | Laurence Pithie   | Keegan Hornblow  | Alexander White  |
| 2023 | Logan Currie      | Reuben Thompson  | Oliver Grave     |
| 2024 | Marshall Erwood   | Lucas Murphy     | Lewis Bower      |

## Palmarès femení
| Any  | Primer                | Segon              | Tercer             |
| 1981 | D. Zanders            | Beverley May       |                    |
| 1982 | M. McDonald           |                    |                    |
| 1983 | M. McDonald           |                    |                    |
| 1984 | K. Erikson            |                    |                    |
| 1985 | H. O'Connell          |                    |                    |
| 1986 | Sue Golder            |                    |                    |
| 1987 | S. Fraser             |                    |                    |
| 1988 | S. Holland            |                    |                    |
| 1989 | Madonna Harris        |                    |                    |
| 1990 | Karen Holliday        |                    |                    |
| 1991 | J. Burke              | Jacqueline Nelson  | Kathy Lynch        |
| 1992 | Rosalind Reekie-May   | Susy Pryde         | Leslie Dove        |
| 1993 | Rebecca Bailey        |                    |                    |
| 1994 | Rebecca Bailey        | Charlotte Cox      | Tracy Clark        |
| 1995 | Tania Duff-Miller     | Charlotte Cox      | Jacqueline Nelson  |
| 1996 | Kathy Lynch           | Charlotte Cox      | Janet O'Hara       |
| 1997 | M. Hassan             | Tracy Clarke       | Joanna Lawn        |
| 1998 | Susy Pryde            | Marguerite Ritchie | Kirsty Robb        |
| 1999 | Annaliisa Farrell     | Katri Laike        | Natalie Beeston    |
| 2000 | Fiona Carswell-Ramage | Tania Duff-Miller  | Melissa Holt       |
| 2001 | Melissa Holt          | Benita Douglas     | Catherine Cardwell |
| 2002 | Annaliisa Farrell     | Melissa Holt       | Tammy Boyd         |
| 2003 | Jo Kiesanowski        | Susie Wood         | Catherine Cheatley |
| 2004 | Catherine Cheatley    | Tammy Boyd         | Katri Lake         |
| 2005 | Sarah Ulmer           | Melissa Holt       | Kara Northcott     |
| 2006 | Catherine Cheatley    | Yvette Hill-Willis | Alison Shanks      |
| 2007 | Alison Shanks         | Melissa Holt       | Sarah Ulmer        |
| 2008 | Melissa Holt          | Rosara Joseph      | Kaytee Boyd        |
| 2009 | Melissa Holt          | Karen Fulton       | Tracy Clark        |
| 2010 | Rushlee Buchanan      | Linda Villumsen    | Kaytee Boyd        |
| 2011 | Catherine Cheatley    | Serena Sheridan    | Rushlee Buchanan   |
| 2012 | Nicky Samuels         | Courteney Lowe     | Kate McIlroy       |
| 2013 | Courteney Lowe        | Georgia Williams   | Jo Kiesanowski     |
| 2014 | Rushlee Buchanan      | Linda Villumsen    | Reta Trotman       |
| 2015 | Linda Villumsen       | Sharlotte Lucas    | Karen Fulton       |
| 2016 | Rushlee Buchanan      | Georgia Williams   | Joanne Kiesanowski |
| 2017 | Rushlee Buchanan      | Georgia Williams   | Kate McIlroy       |
| 2018 | Georgia Williams      | Sharlotte Lucas    | Grace Anderson     |
| 2019 | Holly Edmonston       | Sharlotte Lucas    | Georgia Williams   |
| 2020 | Niamh Fisher-Black    | Ella Harris        | Teresa Adam        |
| 2021 | Georgia Williams      | Kate Mccarthy      | Sharlotte Lucas    |
| 2022 | Olivia Ray            | Ally Wollaston     | Georgia Williams   |
| 2023 | Ally Wollaston        | Georgia Williams   | Sharlotte Lucas    |
| 2024 | Ella Wyllie           | Kim Cadzow         | Samara Maxwell     |
| 2025 | Kim Cadzow            | Niamh Fisher-Black | Kate Mccarthy      |

### Palmarès sub-23
| Any  | Primer             | Segon              | Tercer            |
| 2017 | Amanda Jamieson    | Michaela Drummond  | Lydia Rippon      |
| 2018 | Grace Anderson     | Deborah Paine      | Lydia Rippon      |
| 2019 | Georgia Christie   | Deborah Paine      | Michaela Drummond |
| 2020 | Niamh Fisher-Black | Ella Harris        | Ally Wollaston    |
| 2021 | Georgia Danford    | Henrietta Christie | Annamarie Lipp    |
| 2022 | Ally Wollaston     | Henrietta Christie | Kim Cadzow        |